# Microsoft Student Partner

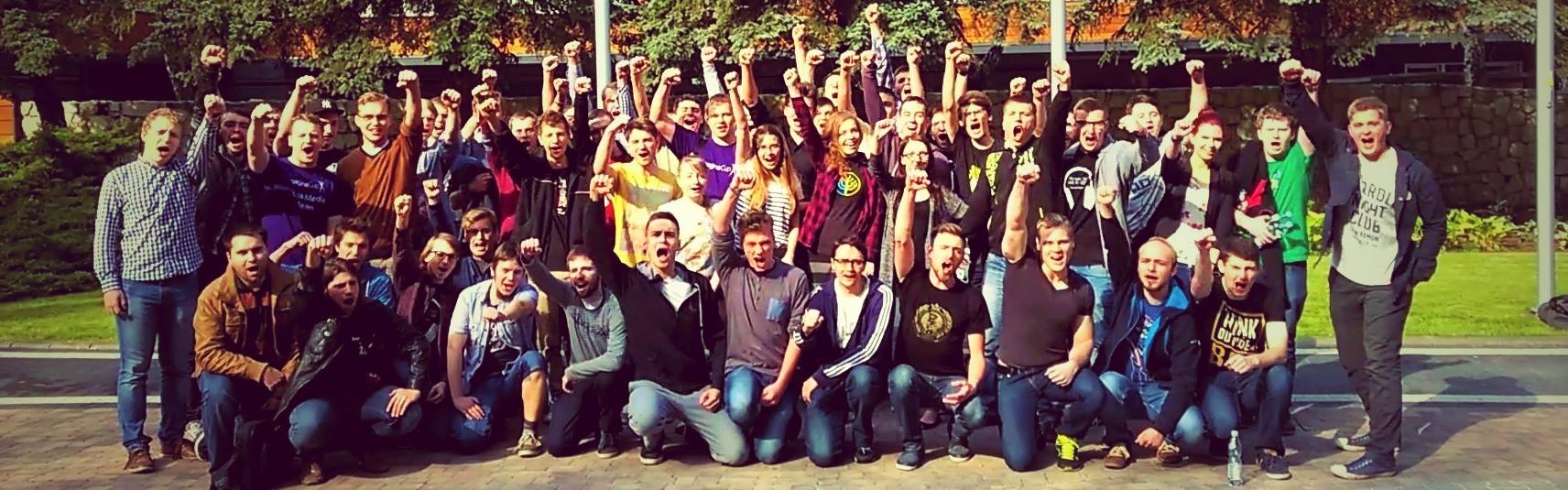
Student Partnerzy z Polski - wrzesień 2015

Microsoft Student Partner (MSP) jest międzynarodowym programem edukacyjnym skierowanym do akademickich kół naukowych. Jego celem jest organizowanie Grup.NET lub Grup IT - społeczności studentów zainteresowanych technologiami firmy Microsoft w dziedzinie programowania i w dziedzinach związanych z administracją i szeroko pojętymi technologiami informacyjnymi.

## Szczegóły

### Grupy akademickie
Obecnie w Polsce, na różnych uczelniach wyższych, działają 44 grupy akademickie (stan na lipiec 2011). W ramach wykładów i warsztatów organizowanych przez grupę, studenci uczą się programowania dla platformy .NET oraz zarządzania infrastrukturą sieciową opartą na oprogramowaniu firmy Microsoft. Tematyka spotkań i warsztatów skupia się na aspektach informatyki w których zastosowanie znajduje platforma .NET.

### Liderzy
Każdą grupą opiekuje się Student Partner - student współpracujący z Microsoft. Do jego zadań, jako lidera grupy, należy organizowanie zajęć oraz udostępnianie członkom grupy materiałów szkoleniowych. Student Partner jest także osobą rozpowszechniającą wśród grupy lub na uczelni informacje o programach akademickich (MSDN Academic Alliance,  DreamSpark czy programy praktyk studenckich). Aktualnie (lipiec 2011) Student Partnerów jest 47.

#### Hierarchia
Program Microsoft Student Partners jest programem hierarchicznym. Osobą za niego odpowiedzialną na świecie jest Michelle Fleming. Niżej w hierarchii znajdują się osoby zatrudnione w oddziałach Microsoft danego kraju, zwane Academic Program Manager. Osoba taka koordynuje prace Microsoft Student Partnerów w danym kraju. W Polsce Program Managerom podlegają bezpośrednio osoby zwane Student Consultantami (SC). SC to studenci, którzy zajmują się koordynowaniem działań danego regionu oraz opiekę merytoryczną nad Student Partnerami w danym regionie.

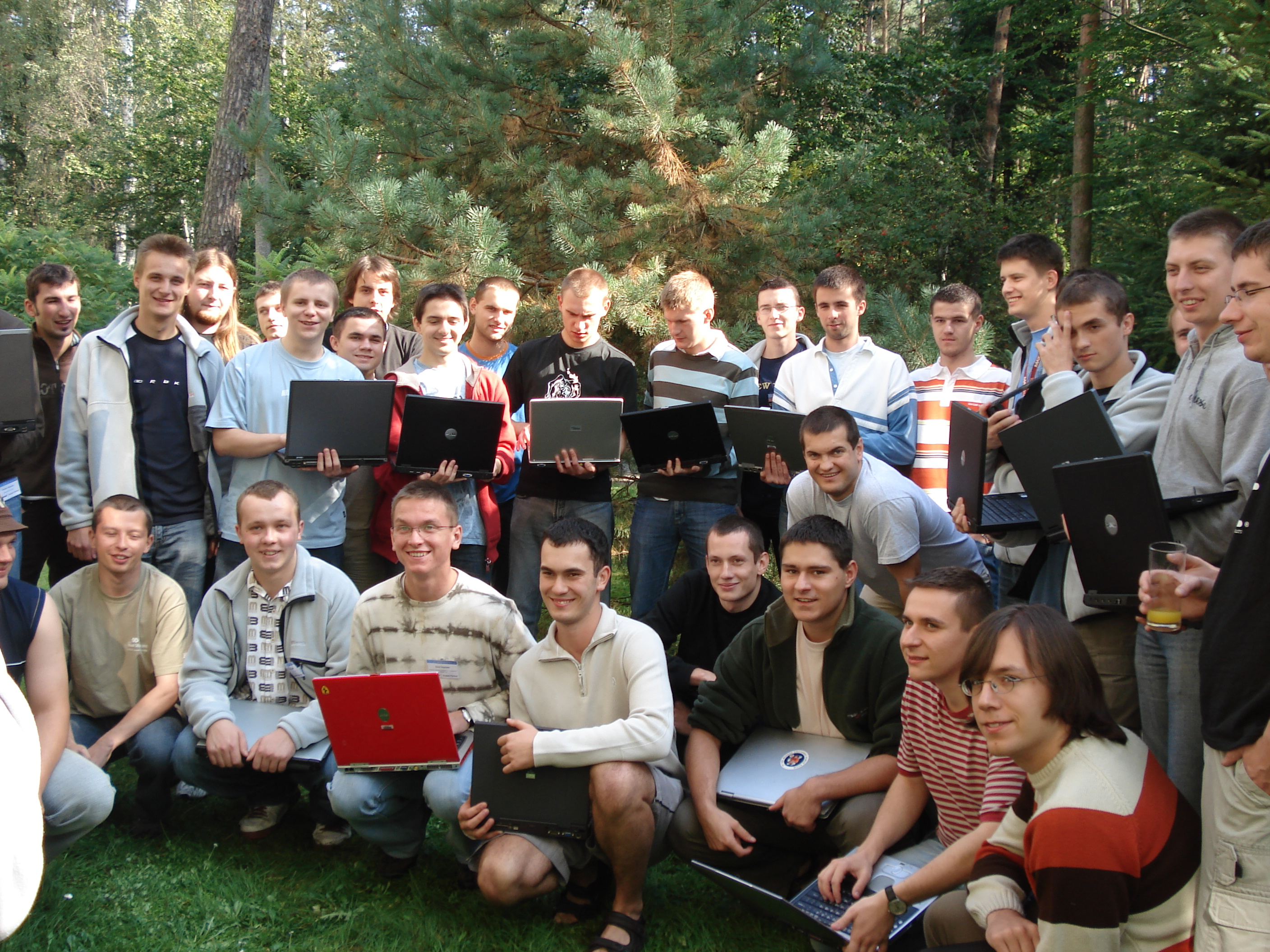
Student Partnerzy z Polski - wrzesień 2006

### IT Academic Day
Każdego roku koło naukowe wraz ze Student Partnerem organizuje konferencję naukową pod nazwą IT Academic Day. Składa się ona z prezentacji dotyczących najnowszych trendów w programowaniu i zarządzaniu systemami komputerowymi. Prelegentami są zarówno studenci jak i zawodowi specjaliści.

### Co daje program MSP
Oprócz możliwości rozwoju osobistego każdego ze Student Partnerów, każdy zrzeszony Student może otrzymać zaproszenia na konferencje informatyczne oraz szkolenia, zarówno techniczne, jak i dotyczące umiejętności miękkich. Każdy MSP otrzymuje także bezpłatnie subskrypcję oprogramowania MSDN Premium. Bycie MSP to także udokumentowana współpraca z firmą Microsoft, możliwość uzyskania referencji zawodowych czy wykonania pracy na rzecz Microsoft w ramach praktyk lub zleceń.